# Balada por un amor
Balada por un amor (lit. Balada por um amor) é uma telenovela mexicana produzida por José Rendón para a Televisa e exibida pelo Canal de las Estrellas entre 30 de outubro de 1989 e 18 de maio de 1990.
Foi protagonizada por Daniela Romo, Jorge Rivero e Alfredo Adame e antagonizada por Isaura Espinoza e Leticia Perdigón.

## Enredo
Brianda Portugal é um solista jovem que vive em Puerto Vallarta com seu pai Fernando, sua madrasta e sua irmã Lídia Simona. Lídia é uma mulher intrigante e superficial que não ama seu marido, mas ainda continua casada com ele para esconder sua personagem. Sua filha Simona sofre com a falta de cuidados que recebe de seus pais e Fernando vive lamentando a Leonora que quer se divorciar. Brianda se apaixona por ele e decide romper seu compromisso com Gustavo, causando grande decepção e tristeza nele. Manuel é o responsável, apesar de viver em união com Heloísa Negrete, uma mulher doce e bonita.
No entanto, a tragédia golpeou o casal. Fernando e Leonora tem mantido em segredo durante anos, e que Brianda descobre que não é sua filha de verdade, mas foi adotada por ambos quando uma empregada doméstica, Angela, raptou de sua verdadeira casa e a entregou para Fernando e Leonora, sem saber de onde vieram. E isso acaba por ser a Angela empregada que trabalhou, há 24 anos, na casa de Manuel e de sua esposa Bruna. Finalmente, a verdade vem à tona: Brianda é a filha de Manuel e Bruna que foi sequestrada por Angela. Manuel e Brianda estão divididos com medo de ter alcançado uma relação incestuosa.

## Elenco
- Daniela Romo - Brianda Portugal
- Alfredo Adame - Gustavo Elenes
- Jorge Rivero - Manuel Santamaría
- Enrique Lizalde - Fernando Portugal
- Claudio Brook - Marcelo Allende
- Daniela Castro - Simona Portugal
- Francisco Avendaño - Iván
- Rafael Banquells Jr. - Agustín
- Meche Barba - Adela
- Arsenio Campos - Rafael Allende
- Carmen Cortés - Josefa
- Héctor Cruz Lara - Bruno Sagasta
- Isaura Espinoza - Lidia Mercader
- Fidel Garriga - Gonzalo
- Leticia Perdigón - Lucía Allende
- Margarita Gralia - Virginia
- Magda Guzmán - Beatriz
- José Gálvez - Tony Vargas
- Irma Lozano - Leonora Mercader
- Miguel Macía - Benjamín Allende
- Yolanda Mérida - Ángela Pérez
- Darío T. Pie - Pablo Negrete
- María Prado - Fulgencia
- María Teresa Rivas - Victoria
- Gonzalo Sánchez - Sabas
- Nelly Horsman - Pachita
- Alicia Fahr - Eloísa Negrete
- Carl Hillos - Eloy
- Jorge Pais - Octavio Elenes
- Lorena Patricia - Laura
- Ana Laura Espinosa - Felicia
- Polo Salazar - Camilo
- Miguel Serros - Samuel
- Roldolfo de Alejandre - Mariano

## Prêmios e indicações

### Prêmio TVyNovelas 1991
| Categoria                 | Indicado(a)  | Resultado |
| ------------------------- | ------------ | --------- |
| Melhor atriz protagonista | Daniela Romo | Indicado  |